# Ritratto di Margherita Paleologa
Il Ritratto di Margherita Paleologa è uno dei dipinti che Giulio Romano eseguì nel 1531 circa durante il suo soggiorno a Mantova, presso la corte del marchese Federico II Gonzaga.

## Descrizione
Il dipinto ritrae una nobildonna in abito nero con bordi in oro e con un copricapo. Dietro di lei, tre visitatori si stanno accomiatando. Per molto tempo si pensò che la donna ritratta fosse Isabella d'Este. Con tutta probabilità invece si tratta di Margherita Paleologa, figlia di Guglielmo IX del Monferrato e di Anna d'Alençon, che il 3 ottobre 1531 sposò il marchese di Mantova, figlio di Isabella. La nobildonna si fece ritrarre col cappello a ciambella tipico della suocera, la "capigliara", riecheggiando il ritratto che ne aveva eseguito Tiziano anni prima.